# Peter Reinhard Hansen
Peter Reinhard Hansen (født 15. juni 1968 i Sorø) er en dansk økonom. Han er professor i økonomi ved University of North Carolina at Chapel Hill i USA. Hans forskningsområde er økonometri.
Han har gået i skole på Sorø Akademi og studerede derefter matematik-økonomi på Københavns Universitet, hvor han blev cand.scient.oecon. i 1995. Derefter tog han i 2000 en Ph.D.-grad i USA ved University of California, San Diego. 2000-2004 var han adjunkt ved Brown University, 2004-2012 adjunkt ved Stanford University og 2011-2016 professor ved European University Institute i Firenze. Fra 2016 har han været professor ved University of North Carolina. Han forsker bl.a. indenfor volatilitet og kointegration.
Han er storebror til den tidligere verdensmester i roning Trine Hansen.